# Формільяна
Формільяна (італ. Formigliana, п'єм. Formian-a) — муніципалітет в Італії, у регіоні П'ємонт, провінція Верчеллі.
Формільяна розташована на відстані близько 520 км на північний захід від Рима, 65 км на північний схід від Турина, 17 км на північний захід від Верчеллі.
Населення — 513 осіб (2014).
Щорічний фестиваль відбувається 8 травня. Покровитель — святий Віктор.

## Демографія
Населення за роками:

Станом на 1 січня 2023 року в муніципалітеті офіційно проживало 45 іноземців з 13 країн, серед них 21 громадянин країн Євросоюзу та 1 громадянин України.

## Сусідні муніципалітети
- Балокко
- Каризіо
- Казанова-Ельво
- Сантія
- Вілларбоїт